# Lasiurus cinereus
Lasiurus cinereus је врста слепог миша из породице вечерњака (лат. Vespertilionidae).

## Распрострањење
Ареал врсте Lasiurus cinereus обухвата већи број држава у северној и јужној Америци. 
Врста има станиште у Аргентини, Боливији, Еквадору, Венецуели, Гватемали, Канади, Колумбији, Мексику, Панами, Парагвају, Сједињеним Америчким Државама, Уругвају и Чилеу.

## Станиште
Станишта врсте су шуме и језера и језерски екосистеми. Врста је присутна на подручју Хавајских острва.

## Угроженост
Ова врста није угрожена, и наведена је као последња брига јер има широко распрострањење.